# Craig Stadler

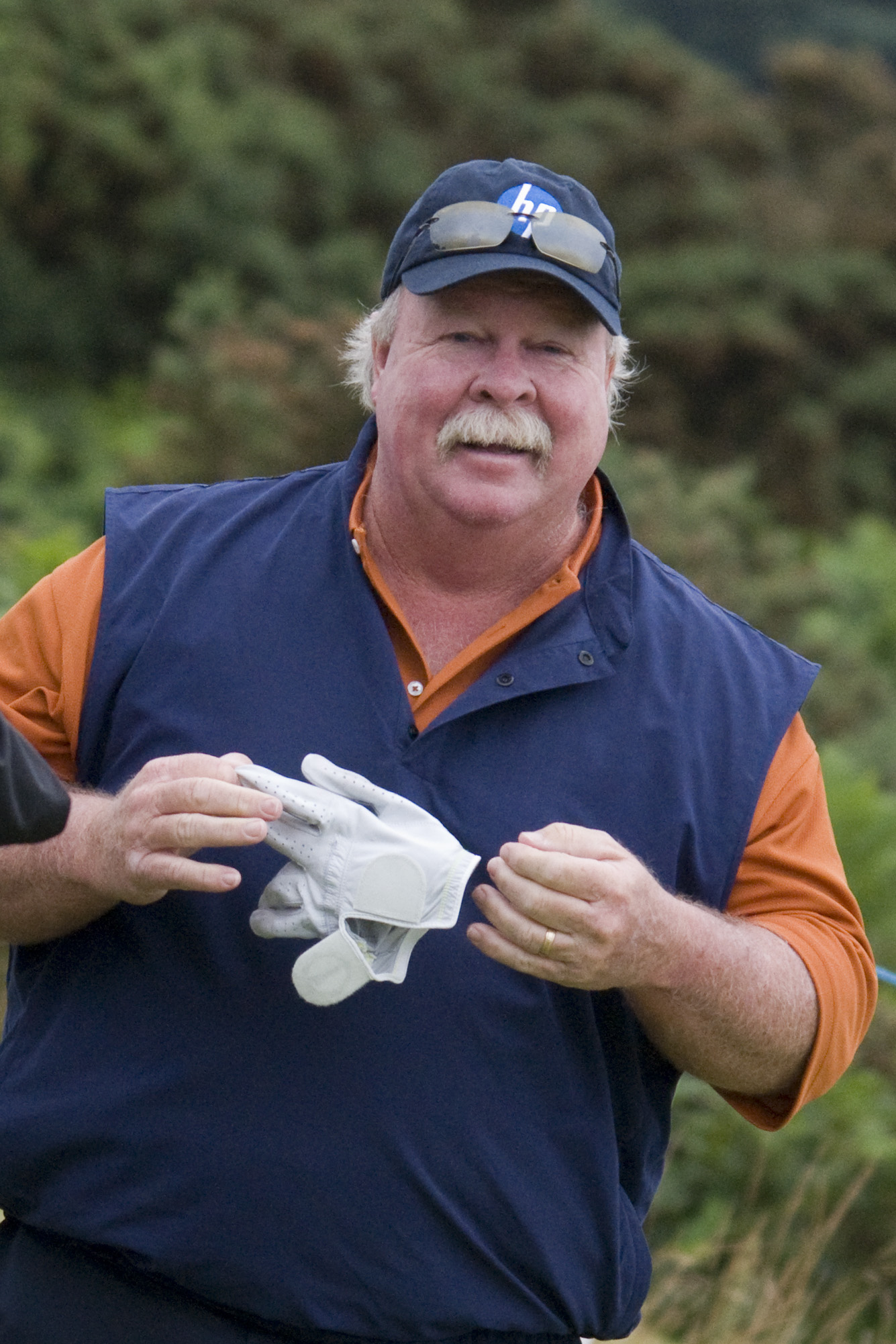
Craig Stadler 2011.

Craig Stadler, född  2 juni 1953 i San Diego i Kalifornien, är en amerikansk professionell golfspelare som har vunnit flera tävlingar på både PGA Touren och Champions Tour.
Stadler visade tidigt att han kunde spela golf och 1973 vann han U.S. Amateur. Han blev professionell 1975 och vann majortävlingen The Masters Tournament 1982 efter särspel mot Dan Pohl. Stadler inledde mästerskapet med 75 slag på torsdagen, vilket är det högsta resultatet en vinnare har noterat på första rundan. Han följde upp med 69 slag på fredagen och 67 slag på lördagen, för att sedan ha 73 slag på söndagen och hamnade i särspel mot Dan Pohl. Särspelet är det kortaste i Masters historia, då Stadler gjorde par på första särspelshålet och vann mästerskapet.
Stadler vann sina två första PGA-tävlingar 1980 i Bob Hope Desert Classic och Greater Greensboro Open. 1982 vann han ytterligare fyra tävlingar, bland annat den första av sina två segrar i World Series of Golf.
Stadler vann Byron Nelson Golf Classic 1984 och 1991 års Tour Championship. 1992 vann han åter igen World Series of Golf och 1994 vann han Buick Invitational of California. Han vann även Nissan Open 1996 och B.C. Open 2003 då han blev en av de äldsta spelarna som hade vunnit på PGA-touren där han totalt totalt vann 13 tävlingar. Han har deltagit i Scandinavian Enterprise Open sju gånger och han vann på Drottningholm 1990 på 268 slag, varav Stadler hade en rond på 61 slag, vilket är tävlingens lägsta rondresultat. Han deltog i det amerikanska Ryder Cup-laget 1983 och 1985.
Stadler började att spela på Champions Tour 2003 och blev den spelare som spelade in mest pengar på den touren under 2004.
Craig Stadler har fått smeknamnet "Valrossen" på grund av sin mustasch och för att hans headcovers (skydd för klubbladen) är sydda i valrosskepnad.

## Meriter

### Majorsegrar
| År   | Mästerskap         | Efter 54 hål    | Vinstresultat   | Mot par | Segermarginal | Runner-up |
| ---- | ------------------ | --------------- | --------------- | ------- | ------------- | --------- |
| 1982 | Masters Tournament | 3 slags ledning | 75-69-67-73=284 | -4      | Särspel1      | Dan Pohl  |

1 Besegrade Pohl med par på första särspelshålet.

### PGA-segrar
| No. | Datum        | Tävling                          | Vinstresultat      | Mot par | Segermarginal | Runner(s)-up                                          |
| --- | ------------ | -------------------------------- | ------------------ | ------- | ------------- | ----------------------------------------------------- |
| 1   | Jan 13, 1980 | Bob Hope Desert Classic          | 69-68-70-69-67=343 | -17     | 2 slag        | Tom Purtzer, Mike Sullivan                            |
| 2   | Apr 6, 1980  | Greater Greensboro Open          | 67-69-71-68=275    | -13     | 6 slag        | George Burns, Billy Kratzert, Jack Newton, Jerry Pate |
| 3   | Maj 31, 1981 | Kemper Open                      | 67-69-66-68=270    | -18     | 6 slag        | Tom Watson, Tom Weiskopf                              |
| 4   | Jan 10, 1982 | Joe Garagiola-Tucson Open        | 65-64-66-71=266    | -14     | 3 slag        | Vance Heafner, John Mahaffey                          |
| 5   | Apr 11, 1982 | Masters Tournament               | 75-69-67-73=284    | -4      | Särspel       | Dan Pohl                                              |
| 6   | Jun 6, 1982  | Kemper Open                      | 72-67-67-69=275    | -13     | 7 slag        | Seve Ballesteros                                      |
| 7   | Aug 29, 1982 | World Series of Golf             | 70-68-75-65=278    | -2      | Särspel       | Raymond Floyd                                         |
| 8   | Maj 13, 1984 | Byron Nelson Golf Classic        | 70-71-64-71=276    | -8      | 1 slag        | David Edwards                                         |
| 9   | Nov 3, 1991  | The Tour Championship            | 68-68-72-71=279    | -5      | Särspel       | Russ Cochran                                          |
| 10  | Aug 30, 1992 | NEC World Series of Golf         | 69-65-69-70=273    | -7      | 1 slag        | Corey Pavin                                           |
| 11  | Feb 27, 1994 | Buick Invitational of California | 67-67-68-66=268    | -20     | 1 slag        | Steve Lowery                                          |
| 12  | Feb 25, 1996 | Nissan Open                      | 67-70-73-68=278    | -6      | 1 slag        | Mark Brooks, Fred Couples, Scott Simpson, Mark Wiebe  |
| 13  | Jul 20, 2003 | B.C. Open                        | 67-69-68-63=267    | -21     | 1 slag        | Alex Čejka, Steve Lowery                              |

### Segrar på Champions Tour
| No. | Date         | Tournament                           | Winning score   | Mot par | Segermarginal | Runner(s)-up                          |
| --- | ------------ | ------------------------------------ | --------------- | ------- | ------------- | ------------------------------------- |
| 1   | Jul 13, 2003 | Ford Senior Players Championship     | 67-73-65-66=271 | -17     | 3 slag        | Tom Kite, Jim Thorpe, Tom Watson      |
| 2   | Sep 28, 2003 | Greater Hickory Classic at Rock Barn | 66-69-66=201    | -15     | 2 slag        | Larry Nelson                          |
| 3   | Okt 19, 2003 | SBC Championship                     | 67-64-67=198    | -15     | 4 slag        | Bob Gilder                            |
| 4   | Feb 15, 2004 | The ACE Group Classic                | 67-67-72=206    | -10     | Särspel       | Gary Koch, Tom Watson                 |
| 5   | Jun 27, 2004 | Bank of America Championship         | 68-69-64=201    | -15     | 4 slag        | Tom Kite, Tom Purtzer, D. A. Weibring |
| 6   | Aug 29, 2004 | JELD-WEN Tradition                   | 70-70-68-67=275 | -13     | 1 slag        | Allen Doyle, Jerry Pate               |
| 7   | Sep 5, 2004  | The First Tee Open at Pebble Beach   | 72-63-66=201    | -15     | 3 slag        | Jay Haas                              |
| 8   | Sep 26, 2004 | SAS Championship                     | 65-68-66=199    | -17     | 6 slag        | Tom Jenkins                           |
| 9   | Jun 23, 2013 | Encompass Championship               | 67-65-71=203    | -13     | 1 slag        | Fred Couples                          |

Fetmarkerade tävlingar är majortävlingar på seniortouren.

### Övriga segrar
- 1985 Canon European Masters (PGA European Tour)
- 1987 Dunlop Phoenix (Japan Golf Tour)
- 1990 Scandinavian Enterprise Open (PGA European Tour)
- 1992 Argentine Open
- 1999 Champions Challenge (med sonen Kevin Stadler)
- 2002 Office Depot Father/Son Challenge (med Kevin Stadler)

## Lagtävlingar
- Ryder Cup: 1983, 1985
- UBS Cup: 2003, 2004
- Wendy's 3-Tour Challenge (representera Champions Tour): 2003, 2004, 2005, 2006